# Гостынь
Гостынь (пол. Gostyń) — город в Польше, входит в Великопольское воеводство, Гостыньский повят. Имеет статус городско-сельской гмины. Занимает площадь 10,79 км². Население 20 694 человек (на 2004 год).

## Фотографии

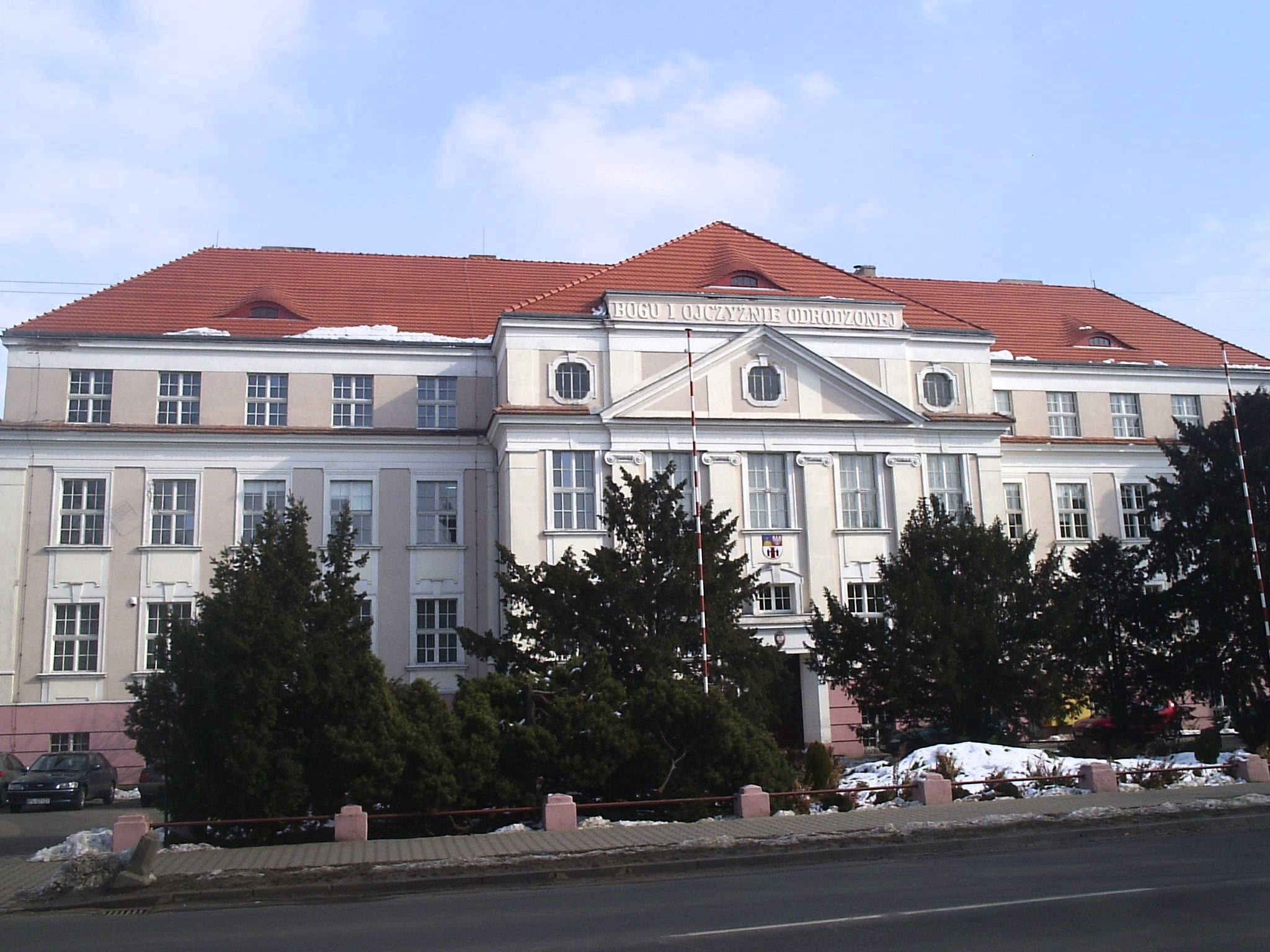
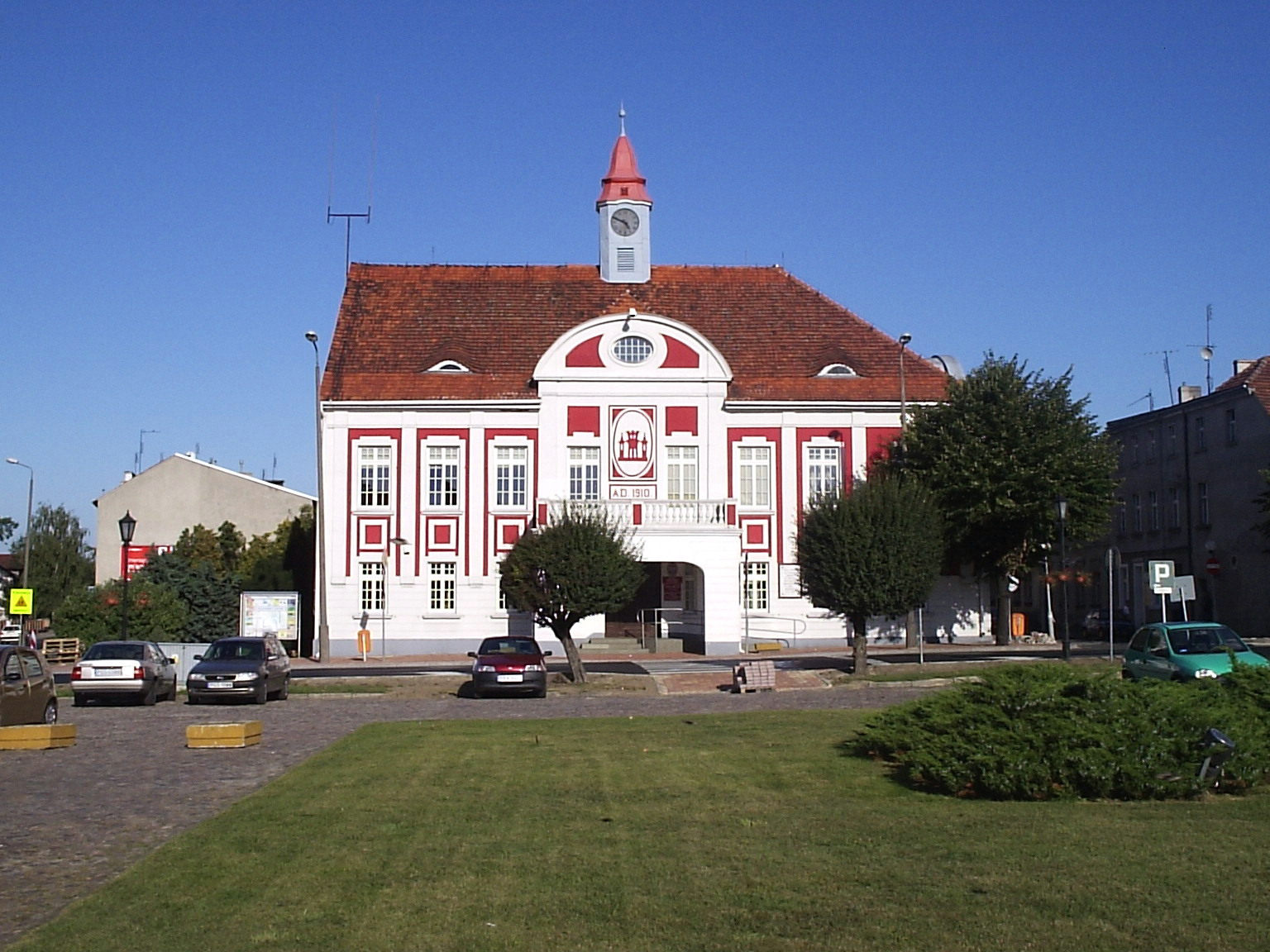
Ратуша
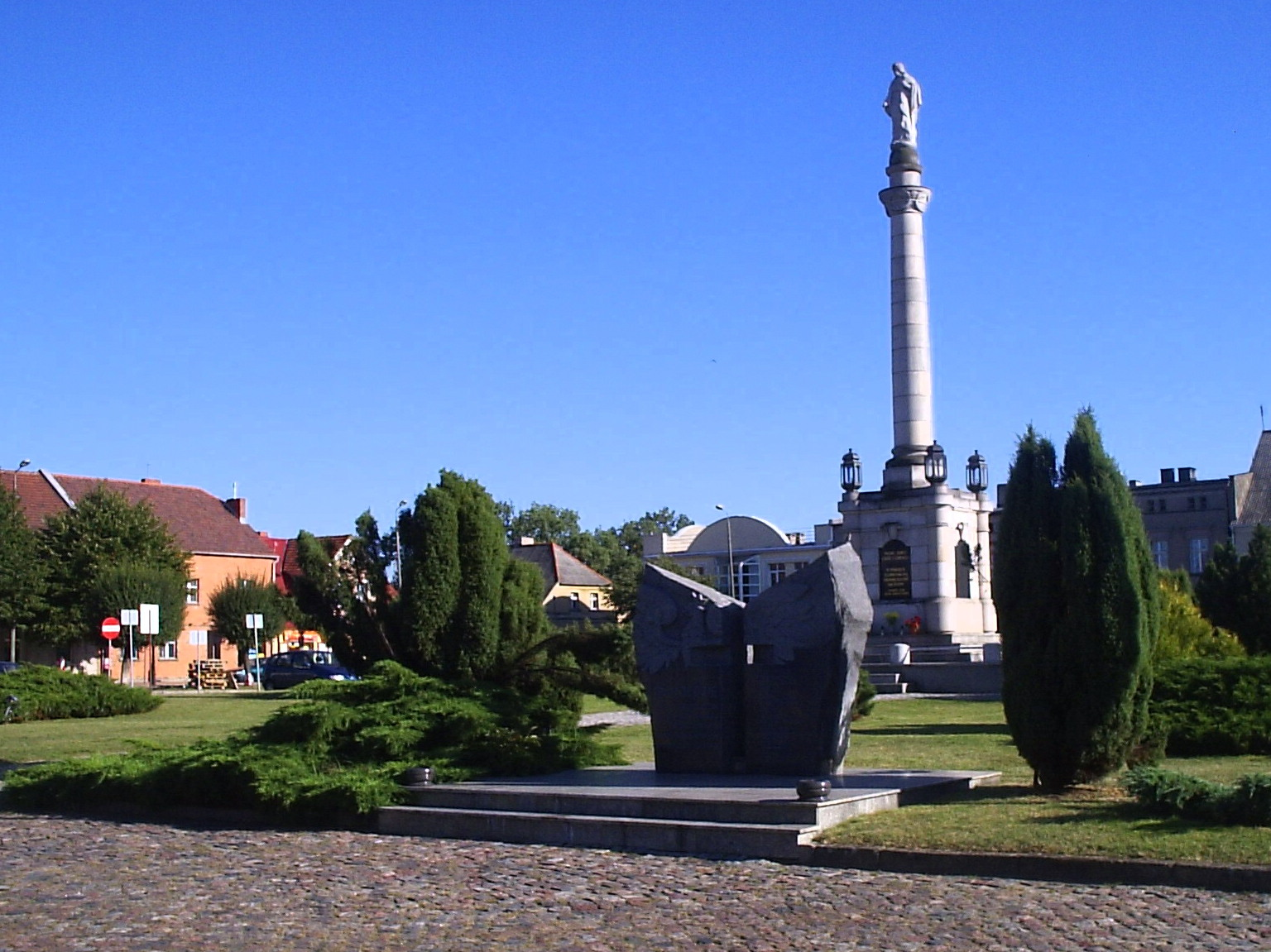
Рынок
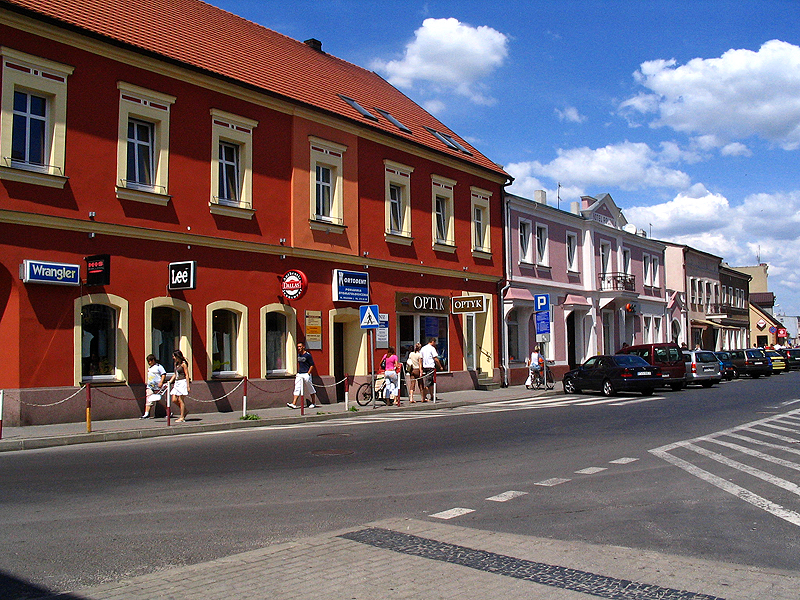
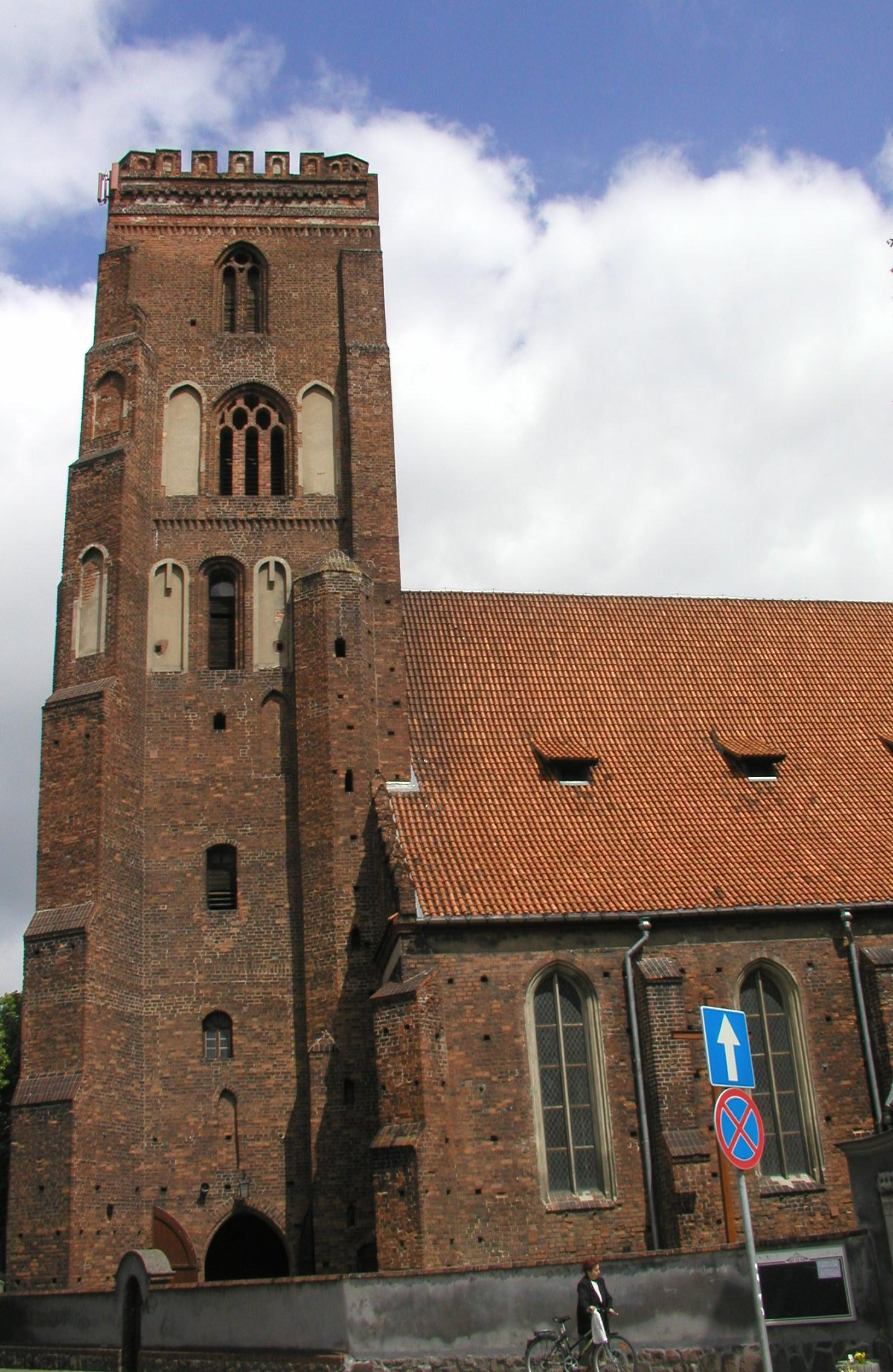
Костёл